# باربارا جی. دسوئر
باربارا جی. دسوئر (انگلیسی: Barbara J. Desoer) (زاده ۱۹۵۳) کارآفرین، بانکدار و مدیر ارشد اجرایی آمریکایی است، که اکنون به‌عنوان مدیر عامل اجرایی سیتی‌بانک فعالیت می‌کند. وی از ۱۹۷۷ برای مدت بیش از ۳۰ سال در مناصب گوناگون مدیریتی در بنک آو امریکا فعالیت می‌کرد و در فاصله سال‌های ۲۰۰۸ تا ۲۰۱۴ نیز مدیرعامل بنک آو امریکا هوم لونز بود. دسوئر پس از بازنشستگی از بنک آو امریکا در سال ۲۰۱۴ به سیتی‌گروپ پیوست.